# Carlo Tolotti
Carlo Tolotti (Mira, 17 luglio 1913 – Napoli, 23 febbraio 1991) è stato un matematico italiano.
Allievo di Antonio Signorini, di Tullio Levi Civita e di Mauro Picone, dal 1947 è stato professore di meccanica razionale dell'Università di Napoli. Le sue ricerche si sono svolte principalmente in fisica matematica, in particolare hanno riguardato la teoria della relatività, la teoria classica dell'elasticità, la teoria delle equazioni a derivate parziali, la teoria delle deformazioni elastiche e le funzioni iperarmoniche.

## Biografia
Carlo Tolotti si laureò in Matematica e Fisica presso l'Università di Roma La Sapienza nel 1935. L'anno seguente divenne ricercatore dell'INAC diretto da Mauro Picone, di cui fu vice-direttore dal 1938 al 1947. Parallelamente, svolgeva funzioni di assistente presso la cattedra di Meccanica razionale, tenuta prima da Tullio Levi Civita e poi da Antonio Signorini. Nel 1939 sposò Maria D'Ascia e dalla loro unione nacquero quattro figli: Giorgio, Anna, Marina e Marco. Dal 1947 al 1983 fu professore ordinario di Meccanica razionale presso l'Università di Napoli. Fino al 1949 svolse un'intensa attività scientifica con contributi significativi in diversi ambiti della meccanica razionale. È particolarmente conosciuto per gli studi dedicati all'elasticità finita cioè alla teoria generale non lineare dell'elasticità. L'importanza dei suoi lavori nel campo dell'elasticità finita deve essere inquadrata nello stato della ricerca in questo campo nel periodo in cui essi apparvero. In quegli anni la scuola italiana di elasticità era tra le poche al mondo a occuparsi di elasticità finita. Nella monografia The Non-Linear Field Theories of Mechanics di Clifford Truesdell e Walter Noll, apparsa nella enciclopedia Handbuch der Phisik del 1965, questo stato viene chiaramente descritto ed i contributi italiani alla fondazione della moderna teoria non lineare della elasticità vengono largamente riconosciuti. Tra questi contributi sono di grande rilevanza quelli di Carlo Tolotti. (cfr. Università di Napoli, Ricerche di matematica, Volume XLI - Supplemento, 1992). Dal 1949 e fino al 1983, problemi di salute non gli hanno impedito di proseguire una assai proficua attività didattica caratterizzata dal costante impegno ad avviare i giovani alla ricerca. Tra i suoi allievi si ricordano: Salvatore Rionero, Luigi Salvadori, Antonio Romano, Francesco Stoppelli, Carmine Attaianese, Renato Grassini.
È stato membro del comitato di redazione delle riviste Archive for Rational Mechanics e Ricerche di matematica, quest'ultima diretta da Carlo Miranda. Era socio dell'Accademia Pontaniana. Dal 1950 fu dapprima socio corrispondente e, dall'anno successivo, socio ordinario residente della Società nazionale di Scienze, Lettere e Arti in Napoli, della cui Accademia di Scienze Fisiche e Matematiche fu presidente nel 1963.

## Pubblicazioni
- Lezione di meccanica razionale, Liguori editore, Napoli, 1983
- Problemi di meccanica razionale, Liguori editore, Napoli, 1949
- 12 pubblicazioni, Rend. Acc. Lincei, 1935 - 1949
  - Calcolo del tensore di Ricci-Einstein nel caso ortogonale, Rend. Acc. Lincei, 1935
  - Equazioni gravitazionali di Einstein per gli universi dinamici dotati di completa simmetria attorno ad un centro, 1935
  - Caso tipico di universi dinamici dotati di completa simmetria attorno ad un centro,1935
  - Sui problemi di elasticità piana e funzione di Airy polidroma, 1935
  - Sulla generalizzazione delle equazioni di Dirac allo spazio relatività generale, 1937
  - Sul problema di Cauchy nel caso non analitico, 1938
  - Sul problema di Cauchy, Rend. Acc. Lincei, 1939
  - La formula di Green per i problemi a contorno con derivata obliqua in spazi curvi quali si vogliano, 1939
  - Sulla struttura delle funzioni bi-iperarmoniche in tre variabili indipendenti, 1946
  - Proprietà di media dello stress nelle lastre curve comunque spesse in equilibrio, 1946
  - Sulla statica delle piastre elastiche sottili soggette a deformazioni pseudofinite, Nota I e Nota II, 1946
- Sul problema di Cauchy, Istituto per le applicazioni del calcolo, del Consiglio Nazionale delle Ricerche N. 52
- Sull'equilibrio delle piastre elastiche anulari libere, Mathematica (Cluj), 1938
- Sull' equilibrio elastico di un cilindro cavo soggetto a sforzi piani, Rend. Circ. Mat., Palermo, 1938
- Sul calcolo delle molle Belleville o discoidali, Rend. di Mat. e delle sue Appl., 1940
- Applicazione di un nuovo metodo di M. Picone all'integrazione delle equazioni dell'elasticità in un parallelepipedo rettangolo,Rend. Acc. Italia, 1940
- Sul calcolo delle piastre elastiche a forma di settore anulare, Rend. Acc. Italia, 1940
- Über die Integration der Gleichungen des elastischen Gleichgewichts eines rechtwinklig, Monatshefte fur Math. und Phisik, 1941
- Alcune proprietà degli assi di equilibrio di Moebius, Rend. Acc. Italia, 1941
- Sulla più generale elasticità di 2º grado, Rend. di Mat. e delle sue applicazioni, 1942
- Sul calcolo delle vibrazioni trasversali di un'asta elastica soggetta a sforzo assiale, Rend. Acc. Italia, 1942
- Orientamenti principali di un corpo elastico rispetto alla sua sollecitazione totale, Mem. Acc. Italia, 1942
- Le equazioni Lagrangiane della meccanica dei sistemi continui in coordinate generali, Rend. Acc. Scienze Napoli, 1943
- Deformazioni elastiche finite: onde ordinarie di discontinuità e caso tipico di solidi elastici isotropi, Rend. di Mat. e delle sue Appl., 1943
- Sul potenziale termodinamico dei solidi elastici omogenei e isotropi per trasformazioni finite, Mem. Acc. Italia, 1943
- Calcolo di telai piani, Pubblicazione dell'Instituto Naz. Appl. Calcolo, 1944
- Sulla struttura delle funzioni iperarmoniche in più variabili indipendenti, Ricerca Scientifica e Ricostruzione, 1946
- Sulla struttura delle funzioni iperarmoniche in più variabili indipendenti, Pubblicazione dell'Instituto Naz. Appl. Calcolo, 1946
- Sulla struttura delle funzioni iperarmoniche in più variabili indipendenti, Giornale di Matematica di Battaglini, 1947
- Problemi aperti della teoria delle deformazioni elastiche finite, Atti 3º Congresso U.M.I., 1948
- Sulla calcolo delle piastre con curvatura, Giornale del Genio Civile, 1949 (in collaborazione con G. Grioli)
- Sulla statica delle superfici inestensibili ed elasticamente flessibili, Giornale di Matematica di Battaglini, 1949
- Sulla statica delle superfici sviluppabili, inestensibili ed elasticamente flessibili, Giornale di Matematica di Battaglini, 1949
- Sul moto impulsivo di un sistema olonomo soggetto simultanemante a più vincoli unilaterali, Ann. Mat. Pura e Appl., 1949

## Biografie
- Luigi Salvadori, Carlo Tolotti, Società nazionale di scienze, lettere e arti, 1993
- Dipartimento di Matematica e Applicazioni "R. Caccioppoli" dell'Università di Napoli "Federico II", a cura di, Ricerche di matematica, Volume XLI - Supplemento, 1992
- Salvatore Rionero, Scomparsa di Carlo Tolotti, Fascicolo di Aprile 1991, pag. 50 Anno XVIII, N.4 del Notiziario UMI.